# Obwodnica Wyszkowa
Obwodnica Wyszkowa – obwodnica w ciągu drogi ekspresowej S8 (od km 50+500 do km 63+300), która powstała w ramach budowy odcinka Radzymin – Turzyn (pod Wyszkowem).
Obwodnica omija miasto Wyszków od południa i wschodu oraz miejscowości Deskurów, Lucynów, Skuszew i Turzyn. Cała obwodnica obejmuje odcinek drogi ekspresowej S8 Gaj – Turzyn. Był to trzeci etap inwestycji budowy drogi ekspresowej S8 od Radzymina do Wyszkowa.
Trasa odciąża Wyszków, Lucynów i Turzyn od ruchu pojazdów ciężarowych. W przyszłości trasa stanie się częścią dużej obwodnicy Wyszkowa, której zadaniem będzie odciążyć Wyszków z ruchu pojazdów ciężarowych nie tylko z drogi krajowej nr 8, ale również drogi krajowej nr 62.
Wybudowana została w latach 2006–2008, wykonawcą robót budowlanych było konsorcjum przedsiębiorstw Budimex Dromex S.A. i Przedsiębiorstwo Robót Mostowych „Mosty-Łódź” S.A. Nadzór inwestorski pełnił Egis Poland Sp. z o.o./Egis Router S.A., arojekt budowlany i wykonawczy opracowany został przez biuro projektowe Profil Sp. z o.o., obecnie Arcadis Sp. z o.o.

## Charakterystyka
Droga krajowa nr 8, której częścią jest wybudowana obwodnica pełni ważną rolę w ruchu tranzytowym w układzie krajowym i międzynarodowym jako cześć polskiego odcinka drogi międzynarodowej nr E67 (Republika Czeska – Polska – kraje bałtyckie).
Obiekt zlokalizowany jest w powiecie wyszkowskim na obszarze gmin: Zabrodzie, Wyszków, Brańszczyk oraz miasta Wyszków.
W ramach obwodnicy Wyszkowa wybudowano most na Bugu długości 600 m, 3 węzły drogowe, 7 wiaduktów drogowych, 3 przejścia dla zwierząt, ekrany akustyczne i 21,6 km dróg dojazdowych.
Droga jest dwujezdniowa, z dwoma pasami ruchu na każdej jezdni. W okolicach wsi Gaj trasa odbija w lewo i biegnie koło Deskurowa oraz Lucynowa, gdzie istnieją 2 węzły drogowe. W Lucynowie wybudowany został wiadukt nad torami kolejowymi (linia Ostrołęka – Tłuszcz – Warszawa), a tamtejszy węzeł łączy obwodnicę z Lucynowem i starą drogą krajową nr 8 do Wyszkowa. Dalej trasa idzie przez las, aż do Skuszewa, gdzie położony jest następny węzeł drogowy, tym razem z DK62. Potem jest most nad rzeką Bug, po czym trasa omija wyszkowską dzielnicę Zakręzie. Następnie dobiega do Turzyna, gdzie również jest węzeł drogowy, za którym obwodnica łączy się z DK8.

### Parametry drogi
- klasa drogi: S (droga ekspresowa dwujezdniowa)
- prędkość projektowa: 100 km/h
- szerokość pasa ruchu: 3,50 m
- liczba pasów ruchu: 2x2 dwie jezdnie po dwa pasy ruchu z pasem dzielącym pośrodku
- szerokość pasa dzielącego: 4,00 m (łącznie z opaskami)
- szerokość pasa postoju awaryjnego: 2,50 m
- opaski wewnętrzne: 2 × 0,50 m
- szerokość pobocza gruntowego: 1,25 m
- dopuszczalne obciążenie na oś: 115 kN[3]

### Węzły drogowe
- „Lucynów” (na włączeniu obwodnicy do istniejącej DK nr 8, przejście drogi głównej nad linią kolejową)
- „Skuszew” (skrzyżowanie z drogą krajową nr 62 Wyszków – Łochów)
- „Turzyn” (na włączeniu obwodnicy do istniejącej DK nr 8)[3]

### Obiekty mostowe
- przejście ekologiczne WS 1 w ciągu drogi ekspresowej S8 (km 51 + 640,00);
- wiadukt drogowy WD 2 nad drogą ekspresową S8 (km 52 + 414,75) w ciągu drogi gminnej;
- wiadukt drogowy WS 3 w ciągu drogi ekspresowej (km 53 + 780,00) nad drogą krajową nr 8 oraz linią kolejową;
- wiadukt drogowy WS 3a w ciągu drogi ekspresowej S8 (km 54 + 256,00) nad drogą gminną;
- przejście ekologiczne WS 4 w ciągu drogi ekspresowej S8 (km 54 + 900,00);
- wiadukt drogowy WS 5 w ciągu drogi ekspresowej S8 (km 56 + 397,00) nad drogą gminną;
- przejście ekologiczne WS 6 w ciągu drogi ekspresowej S8 (km 57 + 480,00);
- wiadukt drogowy WD 7 nad drogą ekspresową S8 (km 58 + 389,42) w ciągu drogi krajowej nr 62;
- przejście ekologiczne WD 7a w ciągu drogi ekspresowej S8 (km 58 + 729,92);
- przejście ekologiczne WD 7b w ciągu drogi ekspresowej S8 (km 59 + 199,63);
- most przez rzekę Bug MS 8 w ciągu drogi ekspresowej S8 (km 59 + 800,00);
- przejście gospodarcze WD 9 w ciągu drogi ekspresowej S8 (km 60 + 200,00);
- wiadukt drogowy WD 10 nad drogą ekspresową S8 (km 60 + 978,21) w ciągu drogi powiatowej;
- wiadukt drogowy WD 11 nad drogą ekspresową S8 (km 62 + 160,11) w ciągu drogi gminnej[6].

#### Most na Bugu
Most drogowy przez rzekę Bug (km 59 + 800,00) był głównym obiektem inżynierskim obwodnicy. Budowę obiektu rozpoczęto w czerwcu 2006 r., a zakończono w listopadzie 2008 r.
Obiekt składa się z dwóch bliźniaczych konstrukcji, każda pod jedną nitkę drogi ekspresowej, o długości całkowitej każdej nitki równej 622,40 m. Szerokość jednej nitki wynosi 13,20 m. Konstrukcję nośną stanowi żelbetowa skrzynka o szerokości 6,60 m wraz z dwustronnymi wspornikami o wysięgu 3,20 m.
Konstrukcja nośna z betonu sprężonego ma postać ustroju dziewięcioprzęsłowęgo, z przęsłem nurtowym rozpiętości 136 m.
Główne przęsło i przęsła boczne wykonano w technologii betonowania wspornikowego, a przęsła nad terenami zalewowymi na rusztowaniach. Całość połączono w 9-przęsłowe belki ciągłe.

## Budowa
Kontrakt o wartości 55 356 313 euro został podpisany 27 lutego 2006 r.
Według kontraktu termin oddania obwodnicy do użytku miał minąć w lipcu 2008. Nie został jednak dotrzymany z powodu opóźnień związanych z rozpoczęciem robót budowlanych w niektórych miejscach na odcinku Gaj – Lucynów. Właściciele terenów protestowali przeciwko, według nich za niskim propozycjom cenowym ze strony GDDKiA. Wynajęci przez właścicieli ziemi rzeczoznawcy wycenili tę ziemię ponad dwa razy drożej niż rzeczoznawca GDDKiA. Efektem tego był fakt, iż wykonawca obwodnicy zbyt późno otrzymał prawa do fragmentów niezbędnego terenu w okolicach Deskurowa, co spowodowało opóźnienia. Inwestor zdając sobie sprawę z opóźnień napisał prośbę do GDDKiA o przesunięcie terminu oddania obwodnicy o 5 miesięcy oraz o szybkie wywłaszczenia ziem. Nie oddanie obwodnicy w terminie spowodowałoby utratę funduszy unijnych.
W lipcu–sierpniu 2008 roku oddano do użytku wiadukty na drodze krajowej nr 62 oraz na trasie Wyszków – Brańszczyk.
Trasa została oficjalnie oddana do eksploatacji 14 listopada 2008 roku.
W ramach budowy obwodnicy wzniesiono między innymi most na Bugu o długości 600 m, trzy węzły drogowe, siedem wiaduktów drogowych, trzy przejścia dla zwierząt, ekrany akustyczne i prawie 22 km dróg dojazdowych.
Koszt inwestycji wyniósł 262 mln zł. Inwestycja sfinansowana została w 83% z Funduszu Spójności Unii Europejskiej.
W związku z nieprawidłowościami przy budowie obwodnicy Wyszkowa 21 października 2009 roku zwolniono z pracy czterech pracowników mazowieckiego oddziału Generalnej Dyrekcji Dróg Krajowych i Autostrad, w tym szefa oddziału. Nieprawidłowości dotyczyły tego, że przy budowie drogi użyto zbyt mało asfaltu, co mogło skutkować znacznie szybszym jego pękaniem.
Jednakże jak później się okazało, zarzuty o nieprawidłowościach nie znalazły potwierdzenia w badaniach kontrolnych wykonanych przez GDDKiA. Wykonawca zgodził się jednak wydłużyć okres gwarancji na obwodnicę z dwóch do sześciu lat.

## Bezpieczeństwo
Analiza zmiany liczby osób poszkodowanych w wyniku oddania do użytku obwodnicy Wyszkowa pokazała, że udział osób poszkodowanych w wypadkach w ciągu drogi DK8/S8 malał znacznie szybciej niż na pozostałych drogach w gminie Wyszków. Spadek ten wyniósł z ponad 40 osób poszkodowanych w 2006 r. – do mniej niż 10 w 2012 r.